# Tristantrast
Tristantrast (Turdus eremita) är en fågel inom familjen trastar (Turdidae), endemisk för den isolerade ögruppen Tristan da Cunha i Sydatlanten.

## Utbredning och taxonomi
Arten placeras av vissa auktoriteter i det egna släktet Nesocichla, beskrivet av John Gould 1855, men flertalet för den idag till det stora släktet Turdus efter genetiska studier.
Tristantrasten är en stannfågel endemisk för ögruppen Tristan da Cunha i Sydatlantiska oceanen, där den återfinns på öarna Tristan, Inaccessible, Nightingale, Middle och Stoltenhoff. De olika populationerna på huvudöarna delas upp i tre underarter:
- T. e. eremita – nominatformen förekommer på Tristan da Cunha
- T. e. gordoni (Stenhouse, 1924) – förekommer på Inaccessible Island
- T. e. procax (Elliott, 1954) – förekommer på Nightingale Island, inkl. Middle Island och Stoltenhoff Island.

## Utseende
Tristantrasten har mörkbrun fjäderdräkt med ljusa fläckar på ovansidan. Undersidan är ljusare sandfärgad och bröstet har kraftiga bruna fläckar. Handpennorna är rödbruna. Näbben är mörkt grå till svart.

## Ekologi
Tristantrasten är opportunistisk både vad gäller häckningsbiotop och föda. På öarna återfinns den som häckfågel i nästan alla tillgängliga biotoper som tempererade busklandskap, gräsmarker, våta hedmarker såväl som steniga stränder. Den är en allätare som lever på mask och ryggradslösa djur som den plockar från lövverken, men även as, fiskrens, hushållssopor och andra fågelarters ägg och fågelungar. Häckningsperioden infaller mellan september och oktober och den bygger ett skålformigt bo av blad, gräs och lite mossa som placeras på eller precis ovanför marke. Den lägger vanligtvis två till tre ägg, men även fyra har rapporterats och ungarna blir flygga efter cirka 20 dygn.

## Status och hot
På 1980-talet uppskattades hela populationen uppgå till cirka 6000 individer. På grund av att populationen är mycket liten och dess utbredningsområde är begränsat så kategoriseras den som missgynnad (NT), trots att den för närvarande inte anses vara utsatt för något allvarligt hot. Tidigare utgjorde tamkatter ett stort hot för arten men dessa är idag förbjudna på ögruppen. Ett tidigare idag ej lika förekommande hot utgjordes av att man förflyttade individer från en ö till en annan vilket resulterade i hybrider mellan underarterna.